# Жестомимичен език
Жестомимичен език е език, при който общуването се извършва с помощта на жестове и чрез езика на тялото, без да се разчита на звукови символи.
Мислите на говорещия се изразяват в жестове – промяна в ориентацията и движението на ръцете, раменете и тялото, както и в мимики. Жестомимичните езици обикновено се използват от общности на хора с увреден слух. Съществува и опростен международен жестомимичен език, наречен жестуно.

## Брой хора ползващи жестомимични езици
Липсва официална статистика, но около 1 на 1000 души, имат за свой първи език жестомимичния език (около 7000 в България). По света има около 70 милиона глухи хора, които използват жестомимичен език като свой първи език.
- Британски жестомимичен език (BSL) е ползван за първи език от 30 – 70 000 души.[2]
- Американски жестомимичен език (ASL) се използва от над 500 000 души.[3]
- Финландия – 5000 [4]
- Франция – 100 000
- Румъния – 20 – 30 000

## История

### Древност и Средновековие
Когато хоминидите (включително човеците) се изправили, ръцете им били свободни да ползват сечива и да общуват. Bender предполага, че с възникването на Хомо еректус се появява за първи път жестовия език.
Пиктографичното писмо, като египетското и линеарното писмо подсказва първоначален опит да се преведат жестове като допълнение или част от речта.
Луиджи Ромео посочва, че съществуват данни за използването на жестове в
религиозни ордени през 12 век и дори по-рано. Ромео има убеждението, че спорадичните изследвания не са открили това, което би могло да се окаже тайник от монографии върху жестовите езици, използвани по времето на гръцко-римската цивилизация на знанието дори и през Средните векове.
Широко разпространен е възгледът, че глухите са неспособни да вярват, което по онова време било равносилно на това да си неспособен да бъдеш истински човек. За основание се посочва, че вярата идва от чутото слово Божие, според Послание към Римляните: „И тъй, вярата иде от слушане, а слушането – от слово Божие.“ (Рим. 10:17)

### Ренесанс
До Новото Време е валидно схващането на Аристотел, че глухите са неспособни на учене и на преценка. Пръв на тази догма противоречи италианският лекар Джироламо Кардано, който пише: „немите могат да чуват чрез четене и да говорят чрез писане“.
Да приложат тези революционни идеи на практика се паднало на двама испански свещеници – Хуан Пабло Бонет и Педро Понсе де Леон.
Безмълвните религиозни ордени (дали обет за мълчание) използват форма на жестова комуникация от векове. В началото измислени като сигнали за определени ситуации, с времето тези знаци започнали да добиват формата на език. Barakat изучава
комуникацията в цистериански манастири, в които тишината е задължителна част от живота, но жестовете са позволени от поне 328 г. Опитите на Понсе де Леон били успешни при обучението на глухи и много благороднически семейства довели глухите си синове в манастира. От друг испански свещеник – Хуан Пабло Бонет – са оцелели публикувана и методология. Той използвал
дактилната азбука и жестове, успоредно с изучаване на говор и отчитане по устните.

### 1700 – 1880 г.
Средствата за комуникация и методите за обучение на хората с увреден слух се делят на мануален и устен (орален). В исторически план двата метода в образованието се борят за надмощие.
Френският свещеник Шарл Мишел де Л'Епе направил заключение, че „естественият език на глухите е езикът на жестовете; природата и
нуждите им са единствените им учители и докато нямат други учители, те нямат и друг език.“. Събрал група глухи и развил жестова версия на френския език. Създадените методични знаци днес са известни като мануален френски.
През 1775 г. френският свещеник де Л'Епе основава първото училище за глухи в Париж. Дотогава, за широката маса от глухи, не е съществувала никаква надежда за образование и социално-педагогическо подпомагане. Под инициатива и образец на Л'Епе се развил жестовият език и бил въведен мануалния метод за децата с увреден слух.
По същото време Самуел Хайнике открил в Германия училище за глухи, в което било преподавано по чистия устен метод. Жестовият език бил отхвърлен, но дактилната азбука била употребявана като помощно средство при
обучението.
През 1817 г. Томас А. Галодет основава училище за деца със слухови нарушения, в което занятията се водели на жестов език от чуващи и глухи преподаватели.

### 1880 г. – забрана на жестовия език
Повратната точка за позициите на жестомия език е Международния конгрес в Милано, Италия през 1880 г. Приета е резолюция, която приканва глухите да не бъдат отхвърляни от обществото и да получават по-добра езикова подготовка. Кулминацията на много от по-ранните нападки върху жестовата комуникация се отразила във вота – вотът се оказал в полза на оралния метод. Неоснователен страх бил че децата със сериозно увреден слух владеещи жестов език няма да се научат да говорят. Но научните изследвания показват обратното – жестовата комуникация помага на децата да развият езиковите си умения, жестови и словесни.

### 1960 г. – завръщане на жестовия език
От 1880 до 1960 г. жестовият език бил забранен в училищата за глухи. През 1960 г. Уилям Стоко публикува „Структура на жестовия език“ – монография, която представя новаторската теза, че жестовият език е език, а не система за кодиране на английския.
През 1964 г. Стоко и колегите му издават „Речник на американския жестов език“. Подобреният статут на жестовия език рефлектирал положително върху самосъзнанието на глухите: техният език бил равен на другите словесни езици, с което общността им придобила повече легитимност.
От 17 век до втората половина на 20 век Германия и Англия имат много силни програми по орално обучение, в които говорът е основно средство за общуване.
До края на 19 век жестовият език бил признаван като език на глухите, когато в обществото се формирали негативни настроения срещу това. Един от най-влиятелните защитници на чисто устното възпитание бил Ал. Греъм Бел. На Конгреса на учителите на глухи през 1880 г. в Милано, на който глухите учители нямали право на глас, победило „оралното“ обучение. Употребата на
жестовия език била официално забранена в училищата за глухи. Последвало драматично редуциране на постиженията в ученето на глухите ученици. Провалът на оралния образователен метод се обосновава с това, че само малка част от речта може да се разбере визуално. Отчитането по устни е не
просто визуална способност, при която около 75% се състои от предполагане и отгатване. Laborit пише следното. „Отчитането по устни е изкуство, което не всички глухи владеят. То изисква концентрация и известна доза фантазия, за да се схване също и интонацията, и – посредством това – значението на думите, които глухото дете никога не е чувало.“

## Видове
Днес по света се използват стотици различни жестомимични езици. Уеб изданието „Ethnologue“ изброява през 2015 г. общо 138 жестомимични езика и множество диалекта. Всяка страна е формирала собствен, а понякога и няколко жестомимични езика.
Част от жестомимичните езици са получили правно признание. Измежду тях не е българският жестомимичен език.
Заради приликите между жестомимичните и акустични езици (сложна, йерархически организирана система от знаци, възниква спонтанно и служи като основно средство за осъществяване на комуникацията и реализацията на мисловните и познавателните процеси във всички сфери на обществения живот) лингвистите определят и двете като естествени езици.

### Калкиращ и разговорен език
В англоезичната и руската литература се разграничават два вида жестомимичен език – калкиращ и разговорен.
- Калкиращият език се реализира чрез посредничеството на съответния вербален език, разчита на предварително създадени речеви конструкции на вербалния език, след което ги калкира. Той заменя всяка дума или израз със съответния жест или група жестове. Калкиращият език се ползва от хора, за които жестомимичният език не е първи и предполага владеене до някаква степен на вербалния език и неговите структури. Той заема лексикалната система на разговорния език.
Според Bornstein калкиращия език е форма на речта, която е смесица между жестовия и словесния език и е предназначена за употреба при общуване с глухо дете или такова с трудности при овладяването на езиковата система.
Не е възможно да се говори на български език и да се жестикулира на български жестов език едновременно, тъй като двата езика имат различни граматични правила и структури.
- Разговорният жестомимичен език извършва непосредствено, пряко преобразуването на мисълта в реч по специфични за този език принципи и правила. Това е езикът, който се използва активно в глухата общност.

## Четене по устните

### Отчитане по устните
Глухият наблюдава промените във формата на устните както и други промени по лицето на събеседника и така дешифрира казаното.

### „Реч с подсказване“
През 1966 г. Орин Корнет разработва система (Cued Speech) за подпомагане на отчитането по устни, основавайки се на английския език. Това не е друга форма на жестов език, нито на мануалната азбука. Чрез сигнали на ръката се предават звукове, които не могат да се разчетат по устните. Това е метод на комуникация, каквито са мануалният и устният.

## Класификация на жестомимичните езици

### Според начина на възникване
1. Естествени.
2. Изкуствени.

Методът е относителен, защото е трудно да се разграничи всеки знак.

### Генетична класификация на Вунд
1. Показни жестове – първобитни изразни форми. Явяват се, когато глухият човек живее сам между чуващи хора.
2. Указателни жестове – за лица или предмети, които са в непосредственото зрително поле. Например: аз, ти, той, това и т.н.
3. Изразителни жестове – техен първи облик са копиращите жестове. Жестът, който означава предмет се превръща в символичен образ или действие. Примерно: „Вали дъжд“.
4. Копиращите жестове Вунд разделя на:
  - чертаещи – жестове, при които с пръст или с цяла ръка се очертават контурите на предмета във въздуха. Например:„рамка“, „табла“ и т.н.
  - пластични жестове – това са стабилните чертаещи жестове, които преминават в нестабилни, при които жестовите очертания се губят постепенно. Например: „оръдие“, „майстор“, „училище“ и т.н. За тях е характерно едновременното използване на ръцете, лицето, движенията на цялото тяло.
5. Символични жестове – най-висшата и най-късна проява.

### Класификацията на Фатер
1. Естествени – онези жестове, които нямат определено значение, всеки човек ги изразява по свой начин. Например: жеста за "вода”.
2. Условни – жестове свързани със строго определен знак, който трябва да се възприема от говорителя и от слушателя. Например: понятията „мисля“, „гледам“, имат строго определен знак.

### Класификацията на Моророзова
1. Дескриптивни (описателни) – действието се изразява чрез описване.
2. Пластични – действията или понятията се показват пластично.

### Класификацията на Звонко Юрас
1. Естествен жест – „безусловна рефлекторна моторика, която може да бъде придружена и от други физиологични процеси“. Например: жестове, чрез които инстинктивно се проявяват и съобщават собствените преживяния, емоционално състояние и личните физиологически желания.
2. Изкуствен жест – измисленият жест е създаден на базата на естествените движения, създадени в социалната среда, с цел да се съобщят преживяванията на друго лице.

### Класификацията на Л. Савич
1. Първичен жест (естествен жест) – без словесна основа.
  - Показни жестове – онези, с които се показва обекта, намиращ се в зрителното поле. Когато предметът е извън зрителното поле, за да е ясно за какво става дума, показването се свързва с описанието на целия предмет или само на част от него, като се използват неговите характерни белези. Например: „параход“.
  - Чертаещи жестове – с тях се описва предмет или действие. Те могат да бъдат статични – „къща“ и динамични – „ходя“.
  - Имитиращи жестове, които подражават на определено действие, което е характерно за съответното действие или предмет. При тях има обобщено и пластично изразяване, примесено с пантомима.
2. Преводният жест (на говорна основа):
  - Условен.
  - Названия.
  - Съкращения.

## Езиково развитие при увреден слух
Езиковото усвояване при глухите деца не протича по начин, различен от този при нормално чуващите, само че е с по-забавено темпо. Според Sacks, на около 6-годишна възраст глухото дете разполага със словесен запас само от около 50 или 60 думи, докато този на нормално чуващото дете обхваща 3000 думи. Съгласно сведенията на Haudum, глухите деца достигат словесния запас на 3-годишни чак на 8-годишна възраст. 14-годишно глухо дете има речеви запас, който отговаря на такъв на 7-годишно чуващо дете.
Степента на езиковото забавяне зависи от различни фактори, които от части зависят от самия човек (интелектуални, вербални и моторни дадености) и донякъде се влияят – от възпитателните отношения и тези на средата (ранно езиково подпомагане, внимание и т.н.).
Глухите, които са лишени от слух от най-ранно детство, не разполагат с аудитивни спомени или представи. Те могат да изучат говора на чуващите чрез другите сетива (визуално, тактилно).

## Езикът като средство за мислене
Ние мислим в сферата на речта, така че извън емоции и усещания, рационалните ни настройки са на конкретен език. Хората, които никога не са го чували, мислят в езика, който познават, а това е жестомимичният език. Изследвания на хора, родени със слухово увреждане и неучени на никакъв жестомимичен език, показват известно забавяне в мозъчното развитие, което обаче може лесно да се преодолее при научаването на жестомимичен език. Дори когато глухи хора научават формално езика на страната, в която живеят, той не се превръща във вътрешния им глас, в езика, на който мислят. Жестомимичният си остава основен.

## Специфика на граматиката
Глухите обикновено се изразяват със съществителни и глаголи, по-рядко с допълнения и определения.
На първо място се изтъкват предметите или лицата (съществителните), след тях действието (глагола) и едва след това с жест се показва самото действие. Например:
- „Учител ученик показва“.
- „Иван ябълки много“ – тук по смисъл трябва да се предположи дали „Иван яде много ябълки“ или „Иван има много ябълки“, както и дали под ябълка се има предвид плода или дървото. Ако нечуващият иска да каже, че „Иван има много ябълкови дървета“ би използвал по-скоро този начин на изразяване: „Иван ябълки градина“.

Нечуващите деца имат беден речников фонд и владеят не повече от 300 думи за елементарно изразяване и общуване.
Преживявания си нечуващите излагат по реда, по който са преживени, без да се съобразяват със словореда. Например:
- „Аз уплашен много“.
- „Аз мразя, отмъщава Иван“.

Често с един жест се означават съществителното и глагола. Например:
- „Аз – автомобил“, за да кажат „Аз се качих на автомобила“.
- „Гледам телескоп“ вместо „Аз гледам с телескоп“.

Липса на съюзите и предлози. Например:
- „Колба маса“ вместо „Колбата е на масата“.
- „Има вали“, вместо „Навън вали дъжд“.

### Именни знаци
При първа среща се ползва мануалната азбука. След това, за улеснение, именните жестове обозначават отделни личности с кратки знаци, които най-често включват отличителен белег на човека или инициал. Например жена с трапчинки на име Емилия може да получи именен жест от дактилема Е, докосващо мястото на лицето, където Емилия има трапчинки.
Именуването зависи и от културата. Примерно в Сао Паоло, Бразилия именните жестове рядко включват самото име, докато в САЩ почти винаги се ползва инициал. В България именните жестове се формират предимно на база физическите характеристики.

## Погрешни схващания за жестомимичните езици
Трябва да се отбележи, че за жестомимичните езици битуват няколко мита:
- В миналото жестомимичния език е наричан „език на глухонемите“. Погрешно е мнението, че хората с пълна или частична глухота са неми.
- Погрешно е да се приема, че съществува само един жестомимичен език, както и че хора, владеещи различни жестомимични езици, непременно ще се разбират помежду си.
- Жестомимичният език (превеждан буквално като „знаков език“) борави както с жестове (с ръце, глава и тяло), така и с мимики (вкл. артикулация с устата отговаряща на съответните звуци, независимо дали такива се издават). Съвременният български жестомимичен език борави единствено с пръстите на една ръка.